# 向東學習政策
向東學習政策（Look East Policy）為馬來西亞向日本與韓国學習集團主義與勤奋论理政策。
1982年2月8日，时任马来西亚首相马哈迪·莫哈末宣布向东学习政策，即向日本和韩国学习。日韩的现代化工程成了马来西亚的楷模，也是马哈迪为了不想照抄西方现代化模式而另觅的新路。在他领导下，马来西亚经济稳健发展。在1997年亚洲金融危机前的10年里，马来西亚经济年均增长率达8%以上，马来西亚在全球经济竞争力排名表上跃居第21位，人均年收入从1986年的1830美元增加到1996年的近4000美元，国民富裕程度在整个东南亚地区仅次于新加坡和文莱，是泰国的2倍和印尼的5倍。
2019年9月6日，马哈迪获日本同志社大学颁发的人文学荣誉博士学位，表扬他对教育和法治做出的贡献。同志社大学校长松岗敬表示，马哈迪在1981年至2003年首度任相期间，推出了向东学习政策，此政策不仅让超过1万5000名马来西亚学生和实习生派往日本学习，也为马来西亚的国家建设做出贡献。

## 向東學習政策的影響

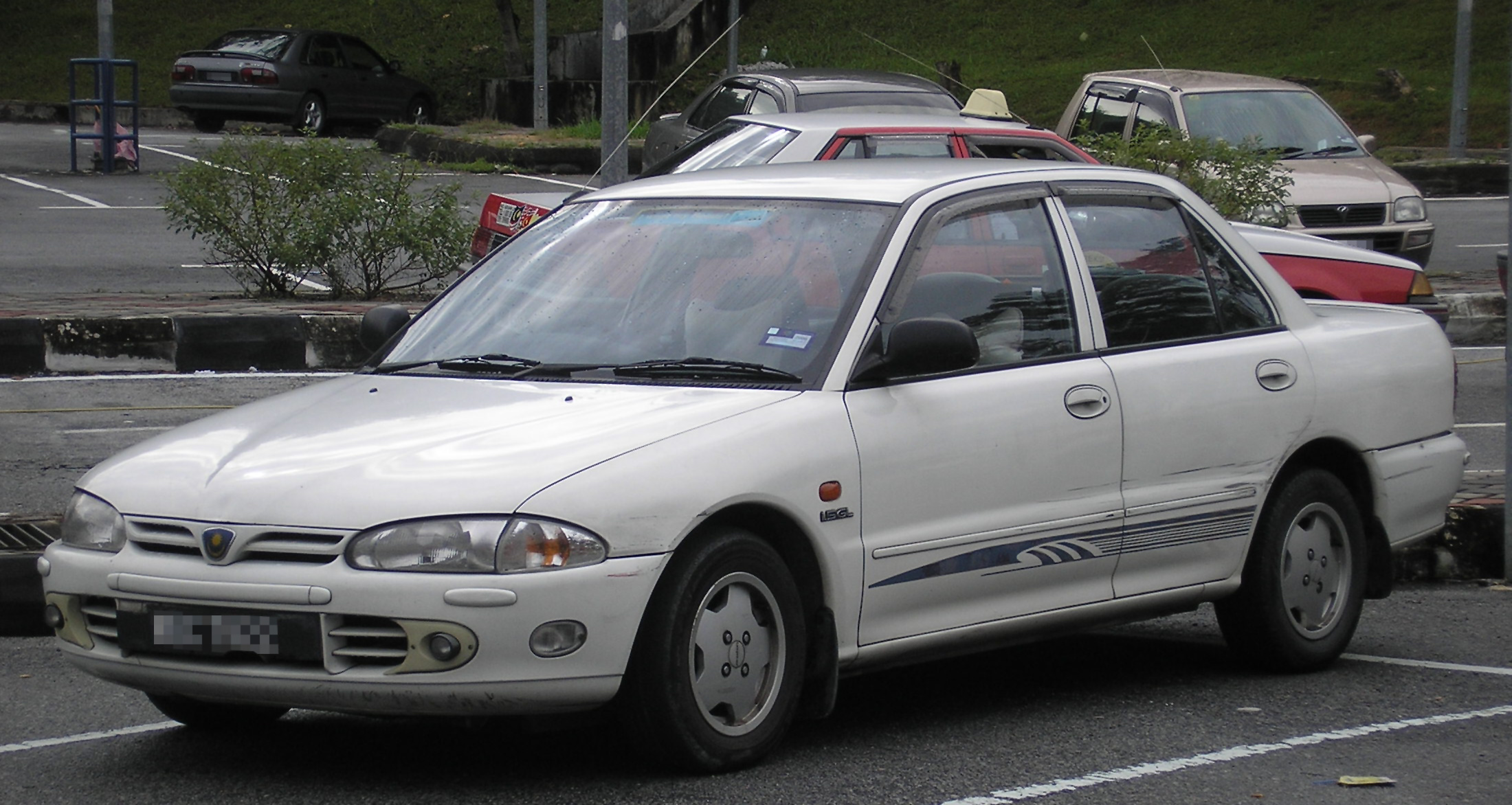
宝腾威拉(Proton Wira)

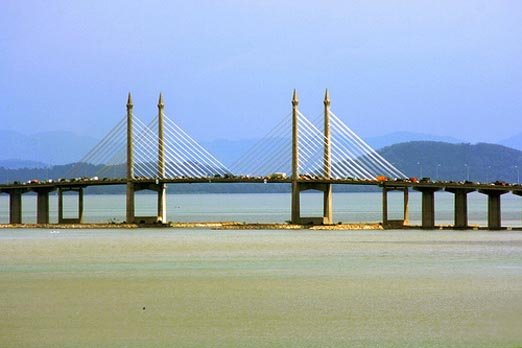
檳威大橋

1.發展寶騰牌（Proton）國產車:與日本三菱汽車公司技術合作所建立的汽車工業。
2.檳威大橋:由南韓現代珠式會社負責承建，用以連接馬來半島與槟榔嶼。